# 秦嬴 (楚國)
秦嬴（?—?），秦桓公的女儿，秦景公的妹妹，楚共王的夫人。前561年（鲁襄公十二年），楚国司马子庚受命到秦国聘问，为夫人秦嬴归宁。